# Metafilosofía
La metafilosofía o filosofía de la filosofía aborda la cuestión de qué es la filosofía. Hay muchas teorías al respecto que dependen de qué parte de la filosofía cultive el filósofo en cuestión, por ejemplo para Ludwig Wittgenstein el objeto de la filosofía es clarificar el funcionamiento y la naturaleza del lenguaje y la significación, para Rudolf Carnap es analizar los enunciados científicos y la actuación de la ciencia. El problema que dan estas definiciones es que explican la filosofía a partir de una de sus ramas, negando que el resto de ramas sean filosofía, con lo cual al cambiar el concepto de filosofía, no consiguen definir el conjunto de saberes que es la filosofía, que era su objetivo, sino, que cambian ese conjunto reduciéndolo a su campo. Actualmente, no hay una definición concreta y generalmente aceptada de qué es la filosofía.

## Teoría de la metafilosofía
La teoría de la metafilosofía consiste en estudiar la naturaleza de la filosofía, especialmente de sus objetivos, métodos y supuestos fundamentales. Entre las investigaciones filosóficas de primer orden se incluyen disciplinas como la epistemología, la ontología, la ética y la teoría de los valores. Esto es lo que viene a constituir la principal actividad de los filósofos, tanto en el pasado como en el presente. El estudio filosófico de las principales investigaciones filosóficas suscita una indagación también filosófica, pero de orden superior. Esta investigación de orden superior es, precisamente, aquello en que consiste la metafilosofía. Una disciplina filosófica de primer orden como, por ejemplo, la epistemología tiene entre sus objetivos fundamentales la naturaleza del conocimiento, pero puede ser ella misma el tema de ulteriores investigaciones filosóficas. Esto último da lugar a un género de metafilosofía que se conoce como metaepistemología. Otros dos tipos también de gran importancia son la metaética y la metaontología. Cada una de estas ramas de la metafilosofía estudia los objetivos, métodos, y supuestos fundamentales de alguna disciplina filosófica de primer orden. Entre los tópicos más habituales de la metafilosofía se encuentran:  a) las condiciones bajo las cuales una afirmación es de tipo filosófico, y b) las condiciones bajo las cuales una afirmación filosófica particular es significativa, verdadera, o queda garantizada. La metaepistemología, por ejemplo, no persigue la naturaleza del conocimiento directamente, sino, más bien, las condiciones bajo las que ciertas afirmaciones son genuinamente epistemológicas y las condiciones bajo las que ese tipo de afirmaciones son significativas, verdaderas o fiables. La distinción entre filosofía y metafilosofía tiene un análogo en la distinción familiar entre matemática y metamatemática. Las preguntas acerca de la autonomía, objetividad, relatividad y status modal de las afirmaciones de tipo filosófico son las que tienen lugar en la metafilosofía. Las preguntas sobre la autonomía afectan a la relación de la filosofía con disciplinas como aquellas que integran las ciencias sociales y las ciencias humanas. Por ejemplo: ¿es la filosofía metodológicamente independiente de las ciencias naturales? Las preguntas relativas a la objetividad y la relatividad afectan al tipo de verdad y al tipo de garantías que son propias de los juicios filosóficos. Por ejemplo, ¿son los juicios filosóficos hechos verdaderos por fenómenos independientes de la mente del mismo modo en que lo son los juicios típicos de las ciencias naturales? o ¿son las verdades filosóficas irremediablemente convencionales y, por tanto, plenamente determinadas por (y, así, dependientes de) convenciones lingüísticas? ¿Son verdades analíticas más que sintéticas y es el conocimiento de las mismas a priori más que a posteriori? Las preguntas relativas al status modal se plantean si los juicios filosóficos son necesarios en lugar de ser contingentes. ¿Son los juicios filosóficos necesariamente verdaderos o necesariamente falsos, de modo que difieren de lo que sucede con los juicios contingentes de las ciencias naturales? Todas las preguntas anteriores identifican importantes áreas de controversia en la metafilosofía contemporánea.